# Fort bij Marken-Binnen
Het Fort bij Marken-Binnen (ook bekend als Fort Knollendam en Fort Markenbinnen) ligt aan de Markervaart bij Markenbinnen in de polder Starnmeer en is onderdeel van de Stelling van Amsterdam.

## Bouw en functie
Het fort model A kwam gereed omstreeks 1905 en had tot doel de verdediging van het acces gevormd door het Markervaart. In het fort was plaats voor 300 soldaten. De genieloods werd rond 1940 gesloopt, maar in 2007 is een nieuw gebouw geplaatst volgens de originele bouwtekeningen.
Voor het fort werd tussen 1899 en 1901 halverwege de polder Starnmeer een korte liniewal aangelegd. Deze diende als waterkering, waardoor het zuidelijke deel van de polder droog bleef bij een inundatie, maar ook als opstelplek voor geschut. De liniedijk liep van de Knollendammervaart tot aan de dijk van de Markerpolder, maar grote delen zijn afgegraven.

## Herbestemming
Na de Tweede Wereldoorlog kwam het fort in gebruik bij de Bescherming Bevolking (BB). De BB ondersteunde de bevolking bij grootschalige rampen. Zij bestond uit een brandweer en eerste hulp- en reddingsdiensten. In 1986 is de BB opgeheven, maar het fort is nog steeds deels in gebruik door het RBOC die opleidingen verzorgt voor de brandweer en hulpverleningsinstanties. In het andere deel worden recreatieve activiteiten georganiseerd.

## Afbeeldingen

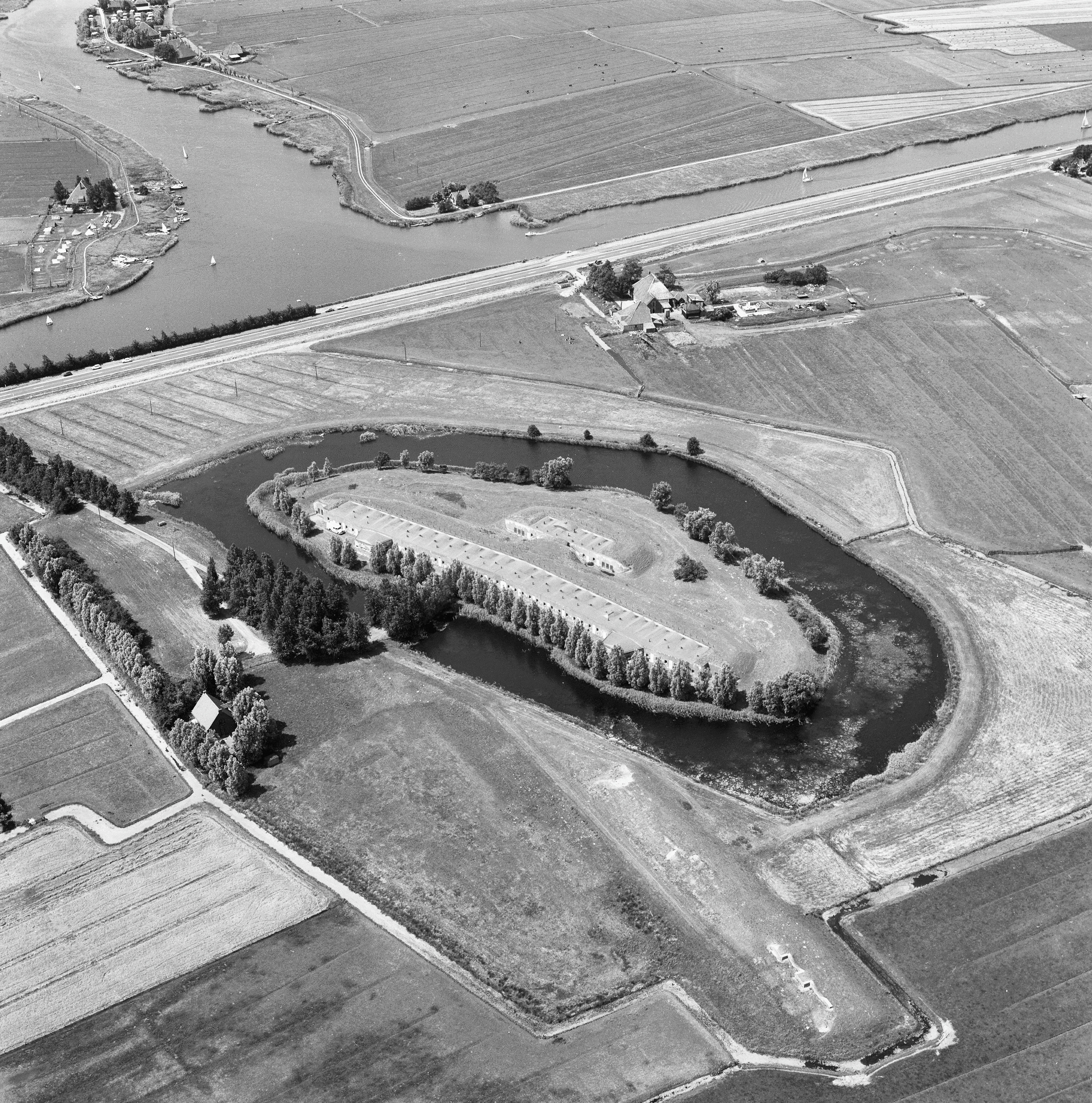
Fort bij Marken-Binnen vanuit de lucht gezien; 1977.
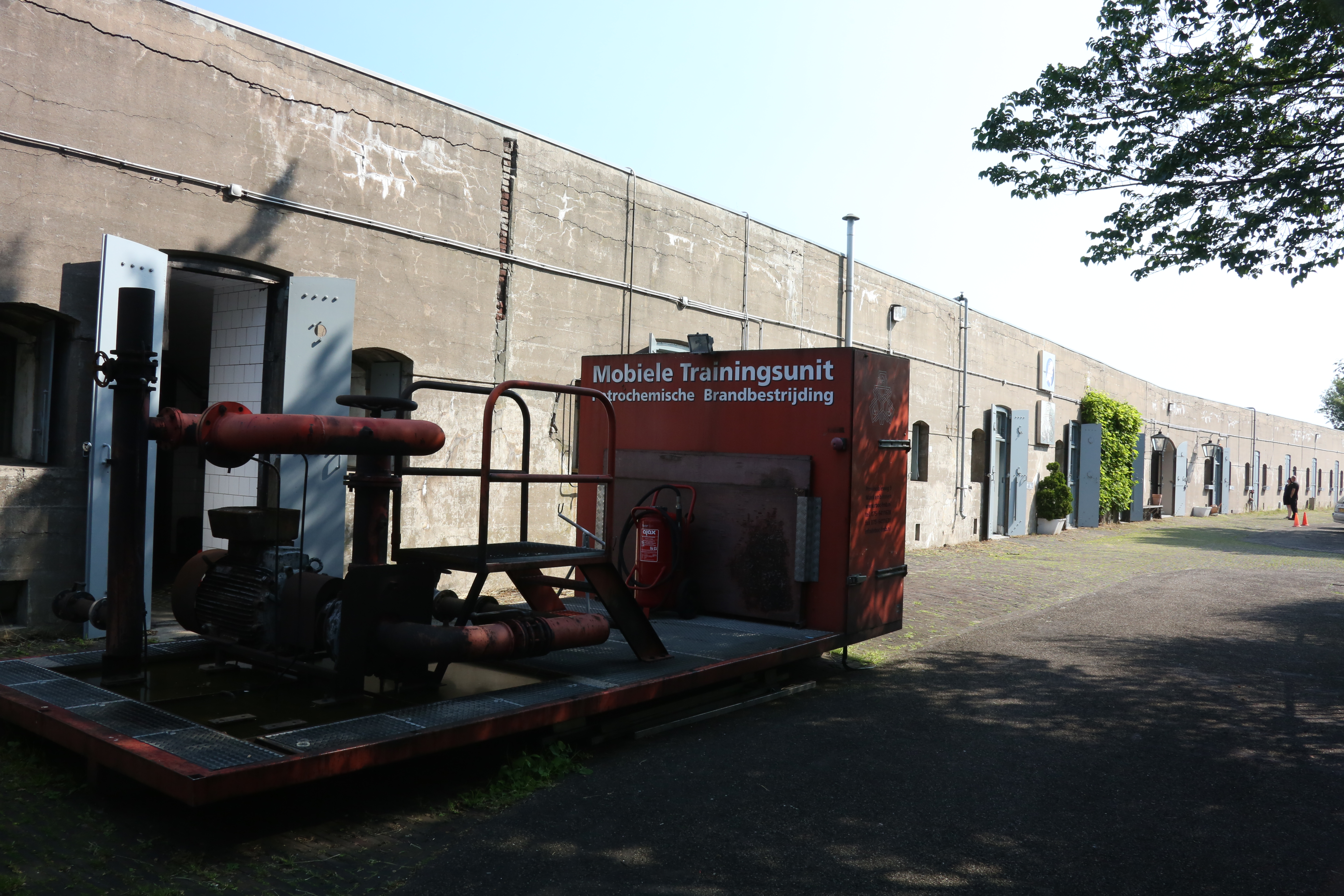
Opleidingscentrum brandweer
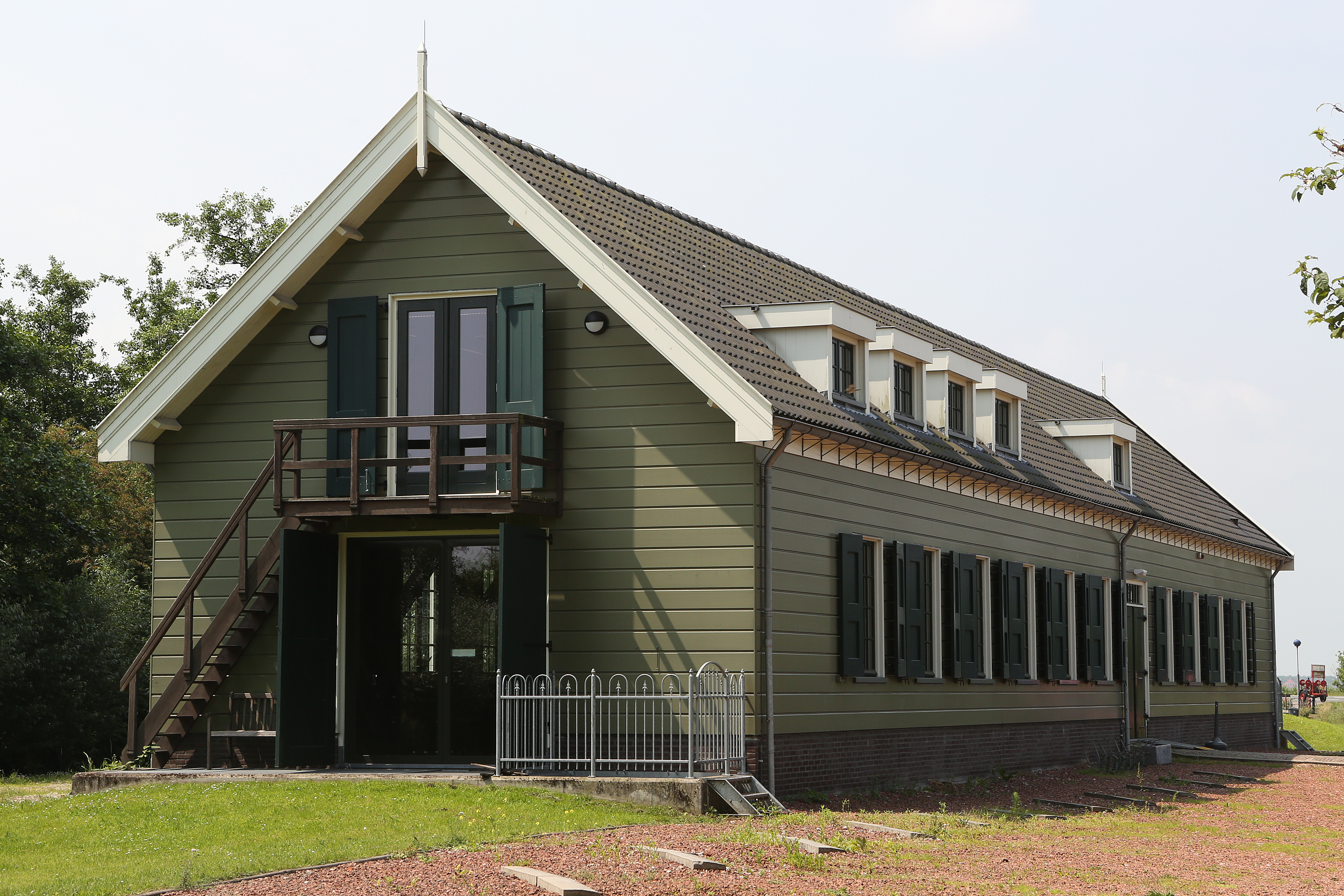
Herbouwde loods